# Johann Daniel Heinrich Musäus
Johann Daniel Heinrich Musäus (* 1. September 1749 in Meiningen; † 6. August 1821 in Gießen) war ein deutscher Rechtswissenschaftler und Hochschullehrer.

## Leben und Wirken
Nach dem Schulbesuch in Meiningen und Coburg legte Johann Daniel Heinrich Musäus 1767 die Reifeprüfung am Gymnasium in Meiningen ab. Von 1767 bis 1769 studierte er dann Rechtswissenschaft, Mathematik, Europäische Staatengeschichte und Logik an der Universität Gießen und setzte sein Studium an der Universität Göttingen fort, wo er 1773 zum Dr. jur. promovierte. Zugleich wurde er dort Privatdozent und lehrte bis 1776. In diesem Jahr wurde er zunächst außerplanmäßiger Professor für Rechtswissenschaft an der Christian-Albrechts-Universität zu Kiel, 1781 erhielt er eine ordentliche Professur für Reichsprozess, Kirchenrecht, Wechselrecht, Staatsrecht und Völkerrecht. Ein Jahr später (1782) wechselte er als Professor an die Universität Gießen. Er wurde dort zugleich auch Regierungsrat und Syndikus, zuletzt seit 1805 Geheimer Rat.
In Kiel trat Musäus 1776 der Freimaurerloge "Louise zur gekrönten Freundschaft" bei und wurde 1778 Vorstandsmitglied. Bereits in Göttingen und später in Gießen gehörte er der Freimaurerloge an, 1783 trat er dem Illuminatenorden bei.
In seinen Veröffentlichungen beschäftigte sich Musäus vor allem mit dem Handels- und Wechselrecht.

## Veröffentlichungen (Auswahl)
- Entwurf einer Einleitung zum Wechselrecht. Göttingen 1774 (Volltext).
- Anfangsgründe des Wechselrechts. Kiel und Hamburg 1777 (Volltext).
- Juristische Beyträge. Bd. 1. Altona/Hamburg 1781 (Volltext).
- Grundsätze des Handlungs-Rechts zum Gebrauche academischer Vorlesungen. Hamburg und Kiel 1785 (Volltext) (3. Aufl. Heyer, Gießen 1817).
- Vom Rechte Frey-Meister zu ernennen. Krieger, Gießen 1787 (Volltext).
- Anfangsgründe des Handlungs- und Wechsel-Rechts. 2. Aufl. Bohn, Hamburg 1799 (Volltext).
- Beyträge zum Teutschen Rechte. Brönner, Frankfurt am Main 1801 (Volltext).